# Chiesa della Beata Vergine del Rimedio (Nule)
La chiesa della Beata Vergine del Rimedio, chiamata in lingua Su Remediu, è un edificio religioso situato a Nule, centro abitato della Sardegna centrale. Consacrata al culto cattolico, fa parte della parrocchia della Natività di Maria, diocesi di Ozieri.

L'edificio, dalle linee semplici, presenta un'aula mononavata con copertura a capanna; la facciata, timpanata, termina con un campanile a vela.